# 다니엘 올브리흐스키
다니엘 올브리흐스키(Daniel Marcel Olbrychski, 1945년 2월 27일 ~ )는 폴란드의 배우이다.

## 출연작
- 크미치스(1974)